# П'єзометр

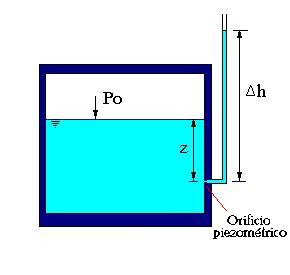

П'єзометр (рос. пьезометр; англ. piezometer; нім. Piezometer n) — вертикальна трубка невеликого діаметра, яка під'єднується до місця, де необхідно виміряти п'єзометричну висоту (напір). Перевищення горизонту рідини в п'єзометрі над точкою приєднання дає п'єзометричну висоту, що відповідає надлишковому тиску (якщо трубка «відкритого типу», тобто якщо на поверхню рідини в цій трубці діє атмосферний тиск). Одержана п'єзометрична висота відповідає питомій механічній енергії одиниці ваги рідини, яка заповнює п'єзометр.
П'єзометри застосовуються для вимірювання напорів величиною не більше 3-4 м водного стовпа. Частіше за все вони використовуються при лабораторних дослідженнях.